# Македонский крест

Македонский крест

Македонский крест (макед. Македонски крст), также известный как велюский крест (макед. вељушки крст; или крест из Велюсы, макед. крстот од Вељуса) — разновидность христианского креста, связанная главным образом, с христианством в Македонии. Крест можно найти во многих церквях в Македонии, он отображается на гербе Македонской православной церкви, а крест является главным элементом «Медали святого Македонского креста» Македонской православной церкви.

## История
Наиболее ранняя версия подобного креста была найдена в церкви Пресвятой Богородицы в монастыре Велюса возле Струмицы. Известно, что церковь была построена в 1085 году. Крест был нарисован на фасаде церкви.
Изначально этот крест был символом Велюсского монастыря и Струмицкой епархии, позднее начал всё больше и больше употребляться в церкви, и таким образом перерос в символ Православной церкви в Македонии.